# Wandermotiv
Wandermotiv é um tema literário e artístico para caminhadas ou migrações durante o Romantismo europeu entre 1795 e 1848. Nas artes e nos romances compactua muitas vezes com a noção de andarilho romântico entre a longa distância e a saudades de casa, enquanto muitos caminhantes durante a Idade Média cristã enfrentavam a civilização se viam intocados na natureza que era percebida como o conto de fadas do mundo. A caminhada possui uma atitude crítica em relação a convenção social estabelecida.
Além de outros temas como a flor azul, criaturas lendárias, como fadas e fantasmas ou a nostalgia e a saudade, mas também pode conter temas adicionais.

## Motivos

### Pesquisa
Na pesquisa, a atitude cosmopolita de figuras individuais na jornada educacional é sublinhada. Também aparece em conexão com as estações do percurso da vida e, portanto, representações de autorrealização, a busca e experiência.

### Aventura
Muitas vezes é usada em conjugação com o tema de aventura. Baseia-se na inquietação e busca de uma ordem divina (depois que a população havia se decepcionado com o sistema político da Revolução Francesa), que aparecem frequentemente em conjunto com os caminhantes. Com exceção dos heróis de cavalaria, candidatos religiosos e caminhantes que ganham em seu percurso uma visão geral de toda a existência, os caminhantes são geralmente inspirados pelo espírito de oposição contra a vida convencional em casa. Eles carregam as características dos idealistas e dos tolos, o aventureiro e o pensador, a saudade inovadora que é vista como uma revolucionária no mundo.

## Significado
O tema inclui uma estrutura polar: por um lado, representa um desejo sincero e positivo para a liberdade, por outro lado, serve como um aviso para os perigos inquietos à frente. O tema também está ligado à figuras individuais como o judeu errante, Caim e Ulisses.

### Exemplos
1. Muitas vezes, a caminhada é aplicada e o viajante vagueia sem-teto e olhando ao redor. Por exemplo, o Rei Lear (Shakespeare) empurrado para o desconhecido e procura abrigo em vão. A exposição chama assim, de uma reorientação dos caminhos e corresponde a uma "expulsão do paraíso". Se reconhece que a caminhada endurece as pessoas e as tornam experientes.
2. No Romantismo a representação de caminhada é muito mais forte em relação ao sentimento.

O anseio pelo desconhecido pode ser incorporado para os caminhantes à distância. Podem ser ideias com propósitos de nostalgia, que está envolvida em uma ampla gama de aventuras, olhando para a beleza da natureza e, finalmente, vendo toda a existência como uma constante migração (como O Hobbit de J. R. R. Tolkien).
No romance "Franz Sternbalds Wanderungen" do alemão Ludwig Tieck existe uma documentação mais importante sobre o tema dentro do romantismo alemão precoce. Também é evidente o tema das caminhadas nas "Lieder eines fahrenden Gesellen" (na quarta parte do ciclo musical de Gustav Mahler), em que um sujeito sai em viagem deixando um amor não correspondido e suas folhas nativas para trás.